# Olympische Sommerspiele 2016/Leichtathletik – Kugelstoßen (Männer)

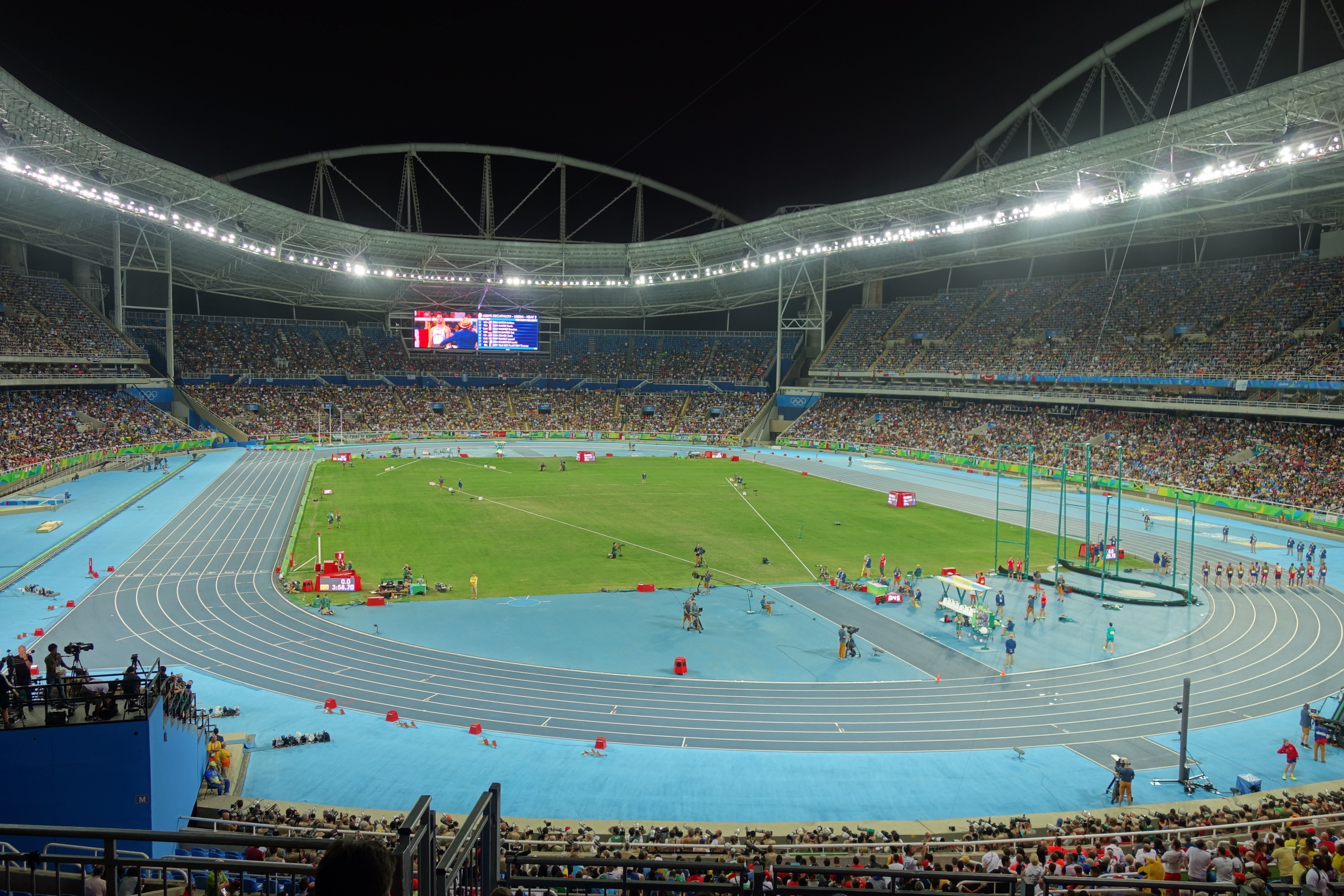
Innenraum des Estádio Olímpico João Havelange während der Spiele von Rio

Das Kugelstoßen der Männer bei den Olympischen Spielen 2016 in Rio de Janeiro wurde am 18. August 2016 im Estádio Olímpico João Havelange ausgetragen. 34 Athleten nahmen teil.
Olympiasieger wurde der US-Amerikaner Ryan Crouser. Er gewann vor seinem Landsmann Joe Kovacs. Bronze ging an den Neuseeländer Tomas Walsh.
Für Deutschland starteten Tobias Dahm und David Storl. Während Dahm in der Qualifikation ausschied, qualifizierte Storl sich für das Finale und belegte dort Rang sieben.

Athleten aus der Schweiz, Österreich und Liechtenstein nahmen nicht teil.

## Aktuelle Titelträger
| Olympiasieger                         | Tomasz Majewski ( Polen)      | 21,89 m | London 2012    |
| Weltmeister                           | Joe Kovacs ( USA)             | 21,93 m | Peking 2015    |
| Europameister                         | David Storl ( Deutschland)    | 21,31 m | Amsterdam 2016 |
| Nord-/Zentralamerika-/Karibik-Meister | Jonathan Jones ( USA)         | 20,54 m | San José 2015  |
| Südamerika-Meister                    | Germán Lauro ( Argentinien)   | 20,77 m | Lima 2015      |
| Asienmeister                          | Inderjeet Singh ( Indien)     | 20,41 m | Wuhan 2015     |
| Afrikameister                         | Jaco Engelbrecht ( Südafrika) | 20,00 m | Durban 2016    |
| Ozeanienmeister                       | Alex Rose ( Samoa)            | 16,89 m | Cairns 2015    |

## Rekorde

### Bestehende Rekorde
| Weltrekord         | Randy Barnes ( USA)   | 23,12 m | Los Angeles, USA          | 20. Mai 1990       |
| Olympischer Rekord | Ulf Timmermann ( DDR) | 22,47 m | Finale OS Seoul, Südkorea | 23. September 1988 |

### Rekordverbesserungen
Der bestehende olympische Rekord wurde hier nach 28 Jahren verbessert. Außerdem wurden drei Landesrekorde aufgestellt.
- Olympischer Rekord:
  - 22,52 m – Ryan Crouser (USA), Finale am 18. August, fünfter Versuch
- Landesrekorde:
  - 20,94 m – Darlan Romani (Brasilien), Qualifikation am 18. August, Gruppe B, erster Versuch
  - 21,20 m – Franck Elemba (Republik Kongo), Finale am 18. August, erster Versuch
  - 20,94 m – Darlan Romani (Brasilien), Finale am 18. August, erster Versuch

## Legende
Kurze Übersicht zur Bedeutung der Symbolik – so üblicherweise auch in sonstigen Veröffentlichungen verwendet:
| – | verzichtet |
| x | ungültig   |

Anmerkungen:
- Alle Zeitangaben sind auf die Ortszeit Rio (UTC-3) bezogen.
- Alle Weiten sind in Metern (m) angegeben.

## Qualifikation
18. August 2016, 9:55 Uhr
Die Athleten traten zu einer Qualifikationsrunde in zwei Gruppen an. Sechs Teilnehmer (hellblau unterlegt) übertrafen die direkte Finalqualifikationsweite von 20,65 m. Damit war die Mindestanzahl von zwölf Finalteilnehmern nicht erreicht. So wurde das Finalfeld mit sechs weiteren Wettbewerbern (hellgrün unterlegt) aus beiden Gruppen nach den nächstbesten Weiten aufgefüllt. Für die Finalteilnahme waren schließlich 20,40 m zu stoßen. Dabei kam auch die Regel des zweitbesten Versuchs zum Tragen, denn mit dem Rumänen Andrei Gag und dem Jamaikaner O’Dayne Richards stießen zwei Athleten exakt diese Weite. Richards hatte den zweitbesten Stoß und erreichte das Finale.

### Gruppe A

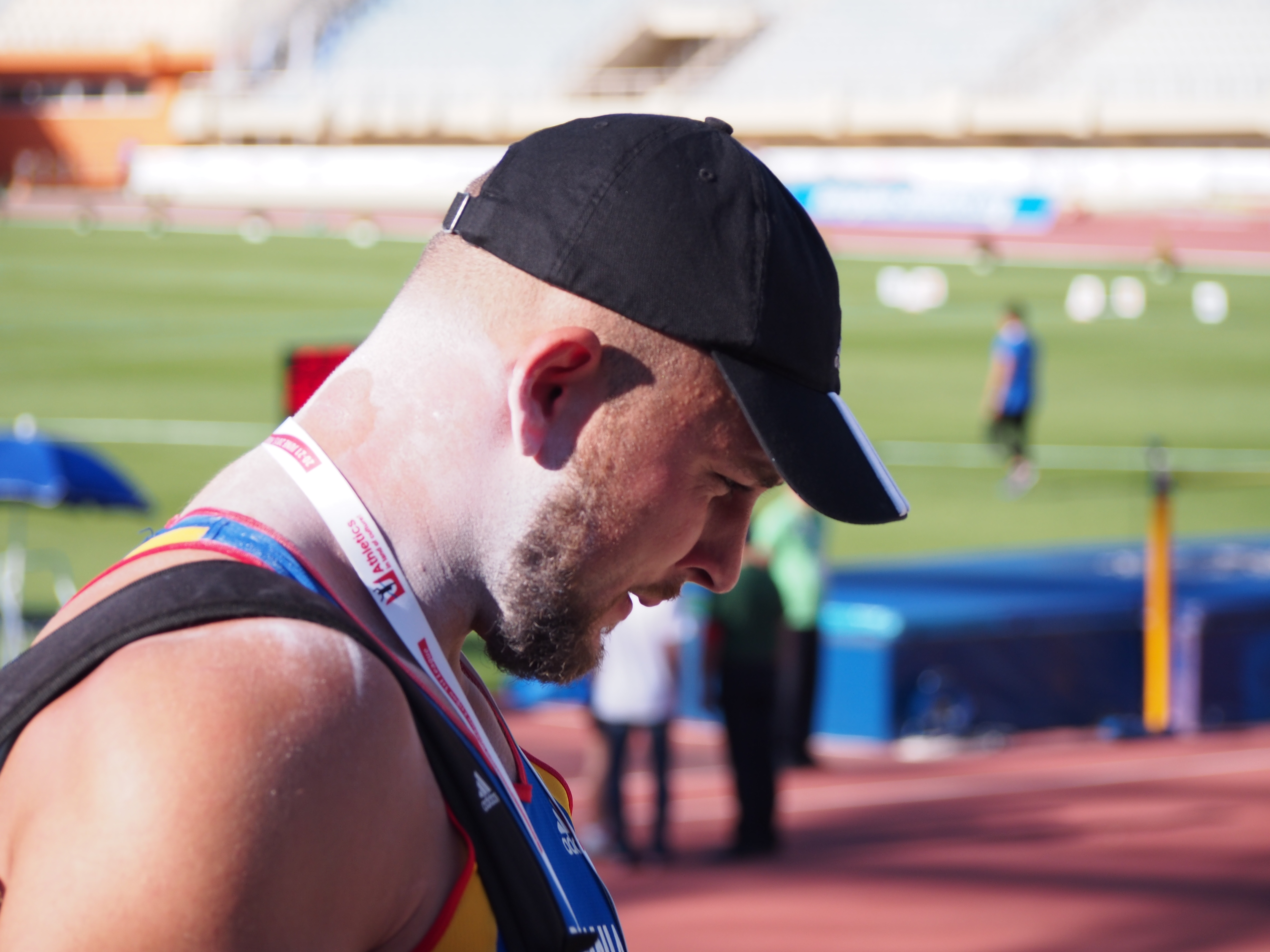
Andrei Gag – ausgeschieden mit 20,40 m nur wegen seines zu kurzen zweitbesten Stoßes
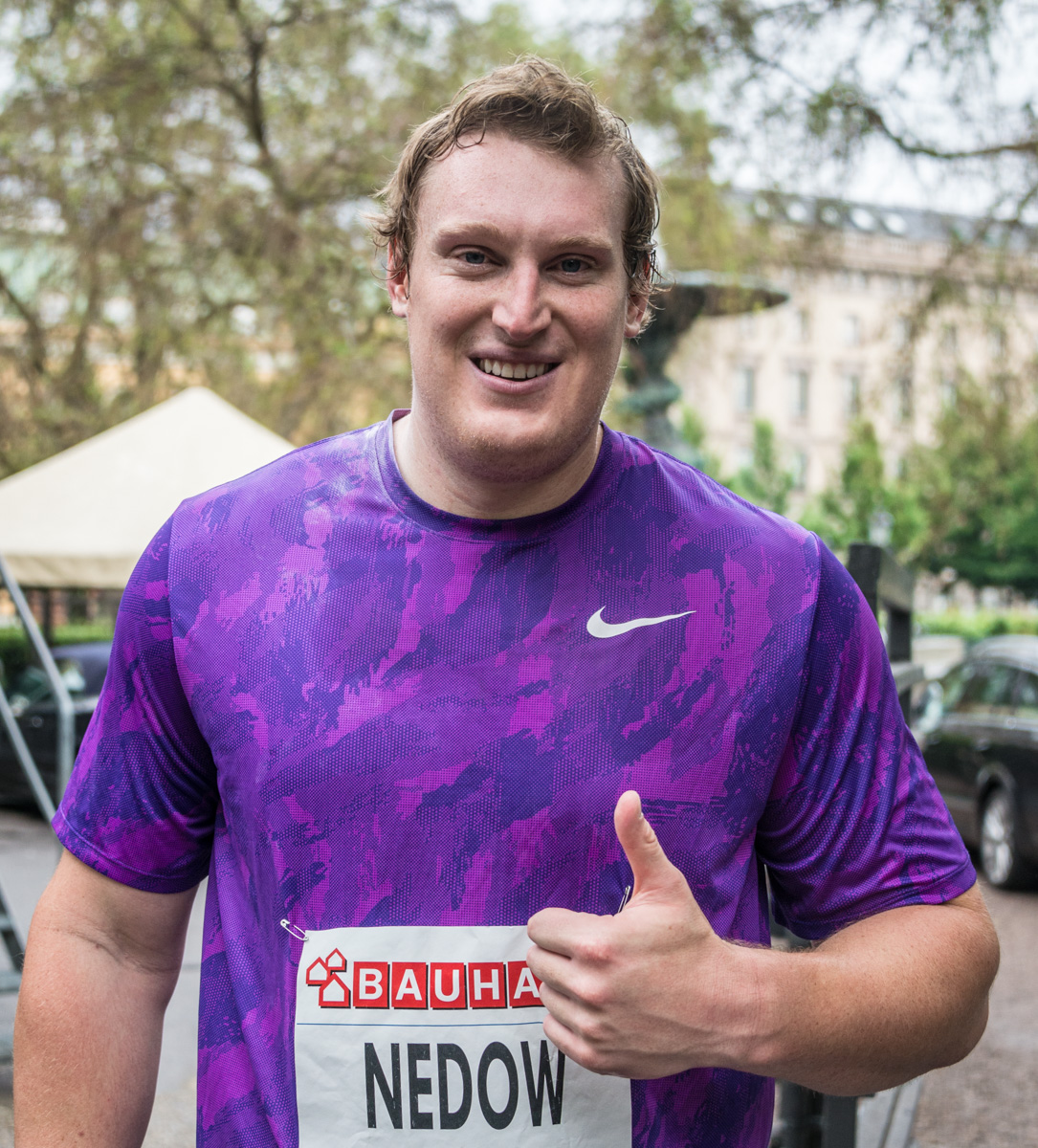
Tim Nedow – ausgeschieden mit 20,00 m

| Platz | Name               | Nation                  | 1. Versuch | 2. Versuch | 3. Versuch | Weite (m) |
| ----- | ------------------ | ----------------------- | ---------- | ---------- | ---------- | --------- |
| 1     | Jacko Gill         | Neuseeland              | 20,19      | 19,80      | 20,80      | 20,80     |
| 2     | Joe Kovacs         | USA                     | 19,59      | 20,73      | –          | 20,73     |
| 3     | Tomasz Majewski    | Polen                   | 19,87      | 20,56      | 20,15      | 20,56     |
| 4     | Stipe Žunić        | Kroatien                | 20,52      | 20,47      | 20,32      | 20,52     |
| 5     | Franck Elemba      | Republik Kongo          | 19,94      | 19,94      | 20,45      | 20,45     |
| 6     | Andrei Gag         | Rumänien                | x          | x          | 20,40      | 20,40     |
| 7     | Borja Vivas        | Spanien                 | 19,62      | 20,25      | 20,21      | 20,25     |
| 8     | Tim Nedow          | Kanada                  | x          | 20,00      | 19,72      | 20,00     |
| 9     | Germán Lauro       | Argentinien             | 19,89      | 19,56      | 19,61      | 19,89     |
| 10    | Tomáš Staněk       | Tschechien              | 19,76      | x          | 19,64      | 19,76     |
| 11    | Tobias Dahm        | Deutschland             | 19,62      | 19,59      | 19,34      | 19,62     |
| 12    | Darrell Hill       | USA                     | 18,99      | 19,56      | 19,50      | 19,56     |
| 13    | Hamza Alić         | Bosnien und Herzegowina | 19,48      | x          | x          | 19,48     |
| 14    | Nikolaos Skarvelis | Griechenland            | 19,07      | x          | 19,37      | 19,37     |
| 15    | Stephen Mozia      | Nigeria                 | x          | x          | 18,98      | 18,98     |
| 16    | Kemal Mešić        | Bosnien und Herzegowina | 18,84      | x          | 18,78      | 18,78     |
| 17    | Iwan Iwanow        | Kasachstan              | x          | 17,38      | x          | 17,38     |

Weitere in Qualifikationsgruppe A ausgeschiedene Kugelstoßer:

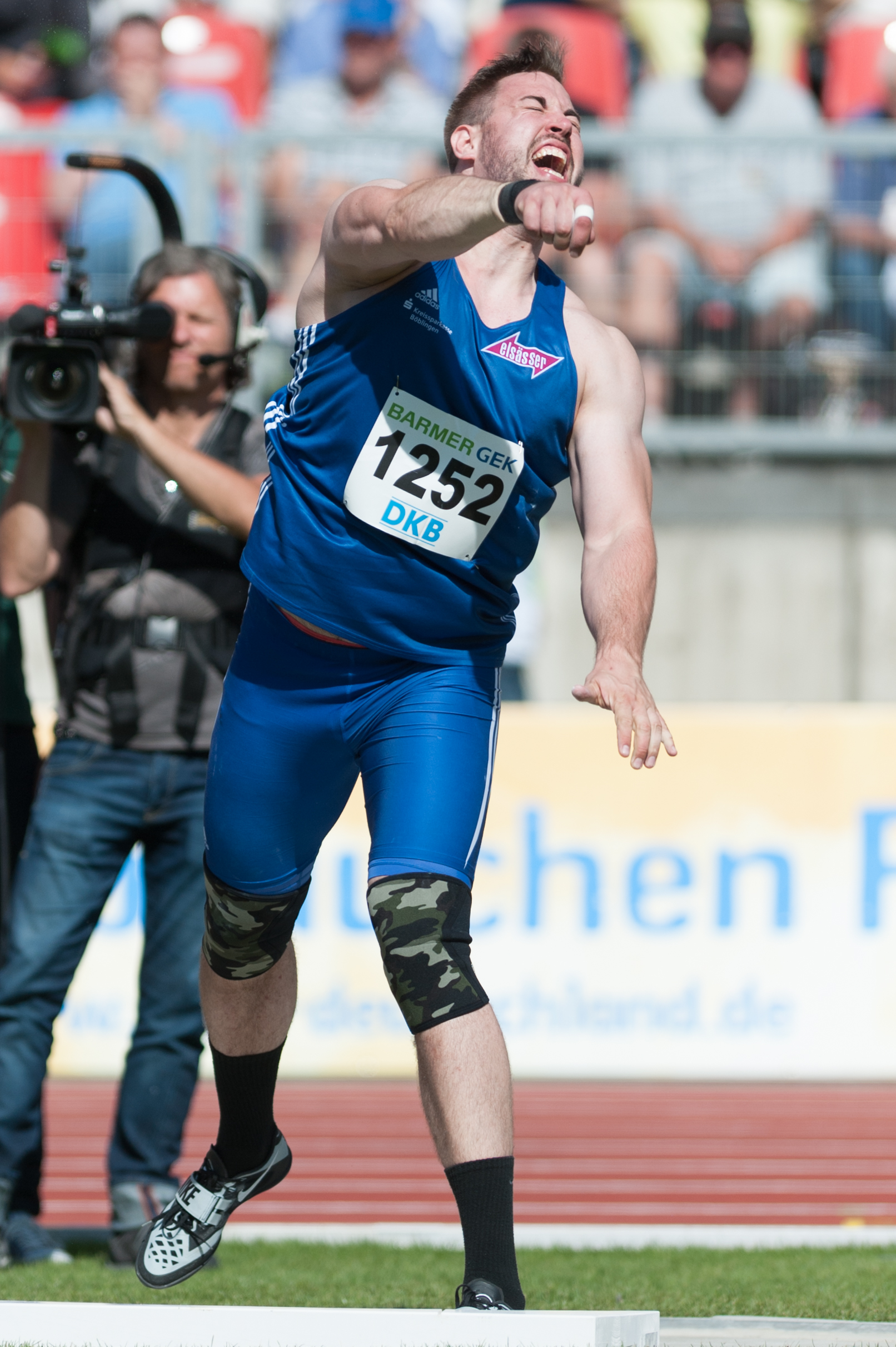
Tobias Dahm – 19,72 m
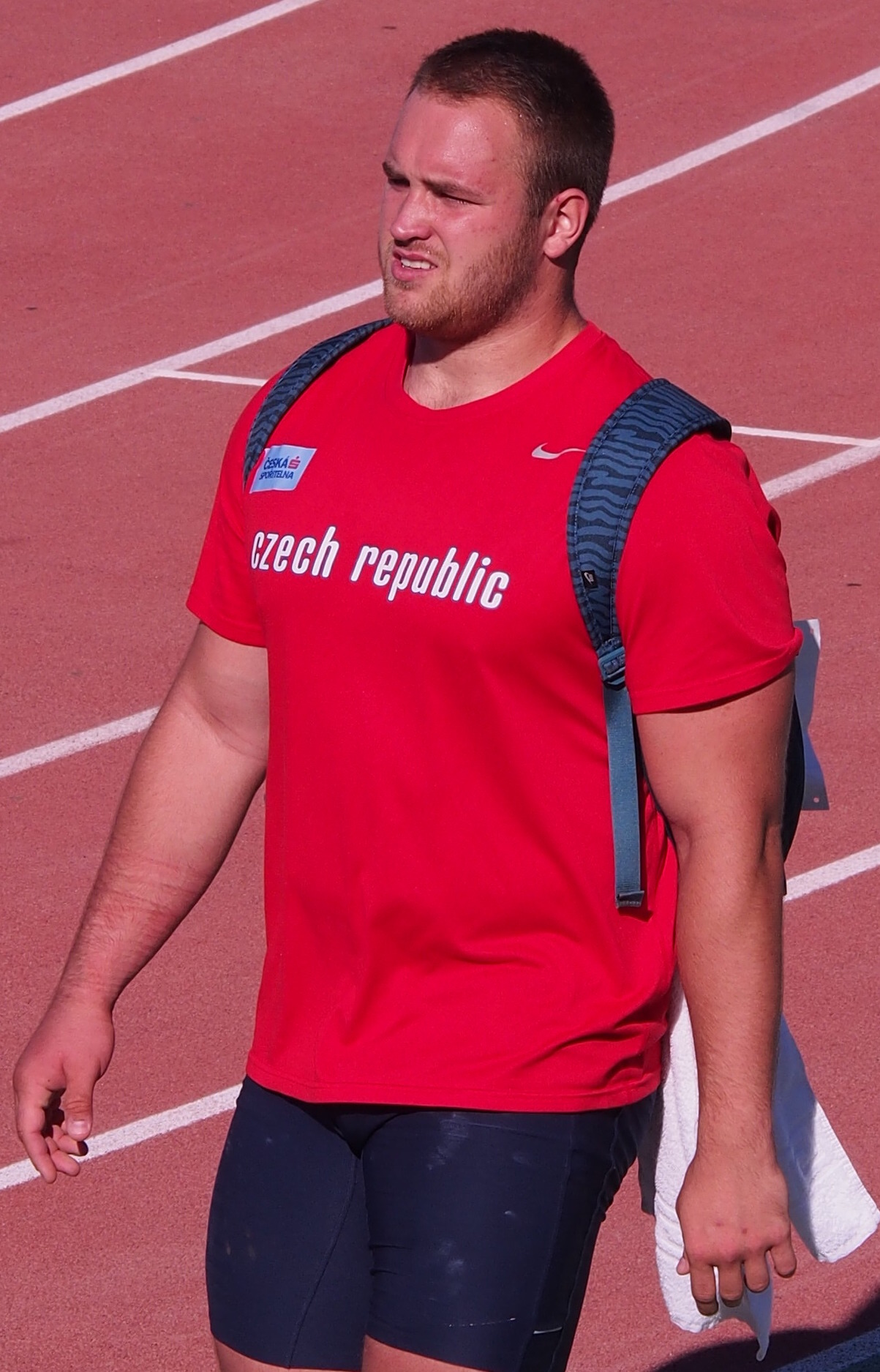
Tomáš Staněk – 19,70 m
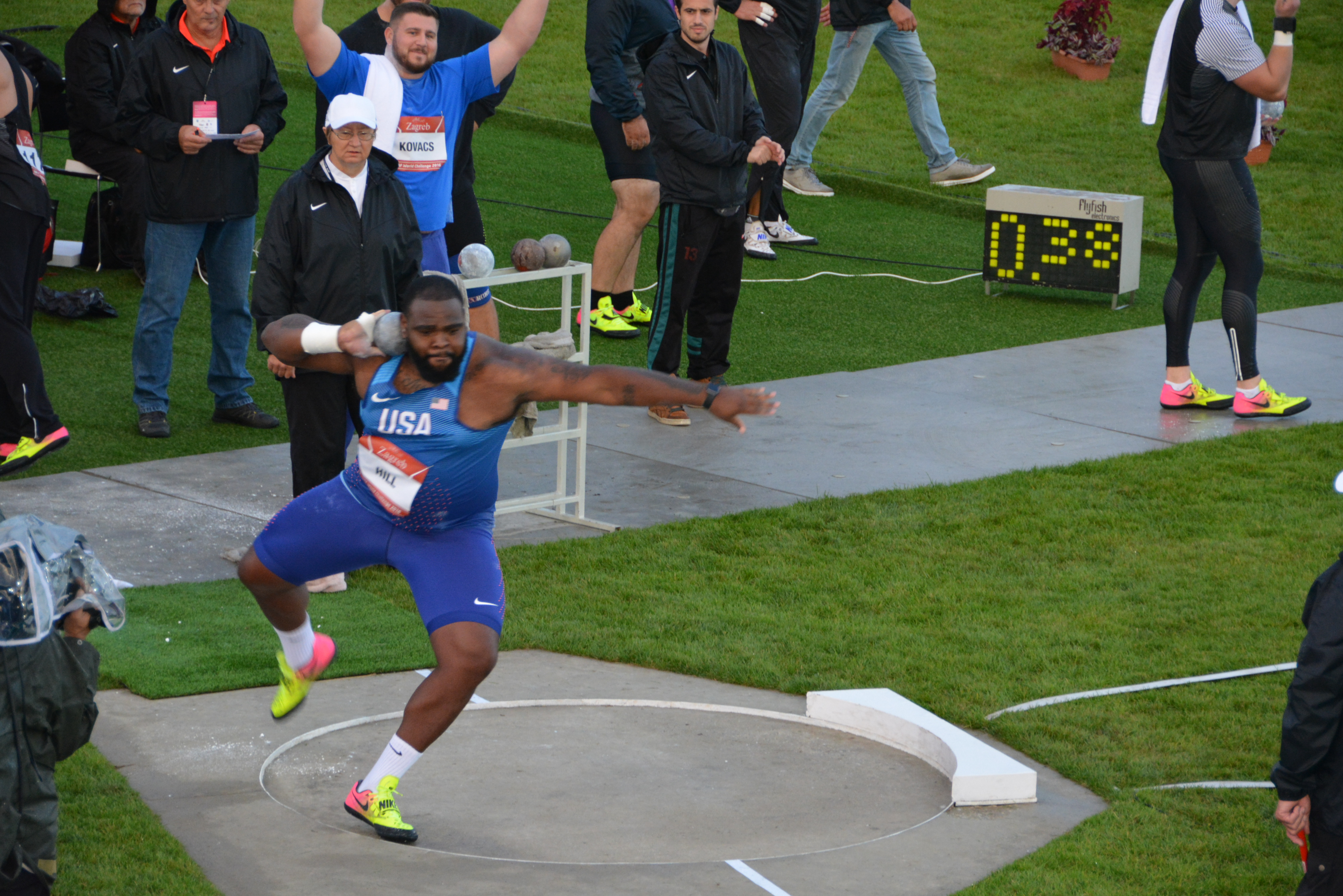
Darrell Hill – 19,56 m
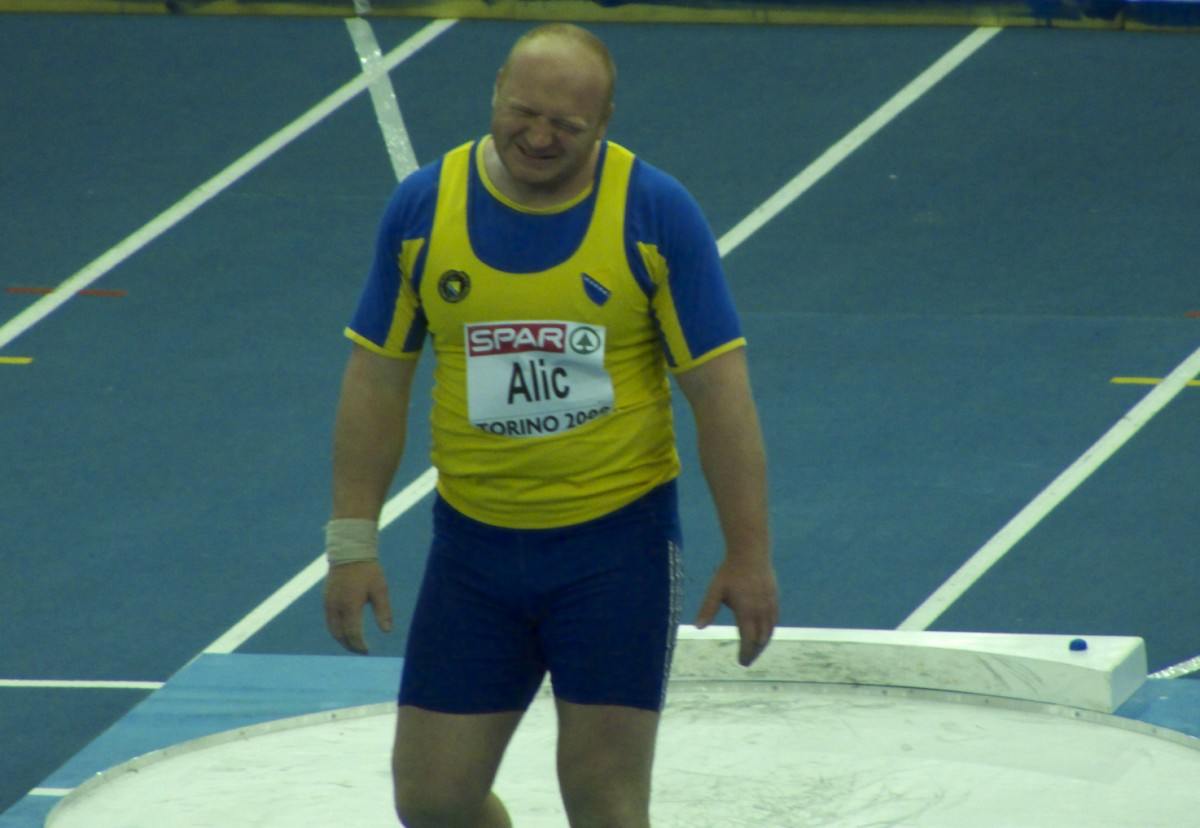
Hamza Alić – 19,48 m
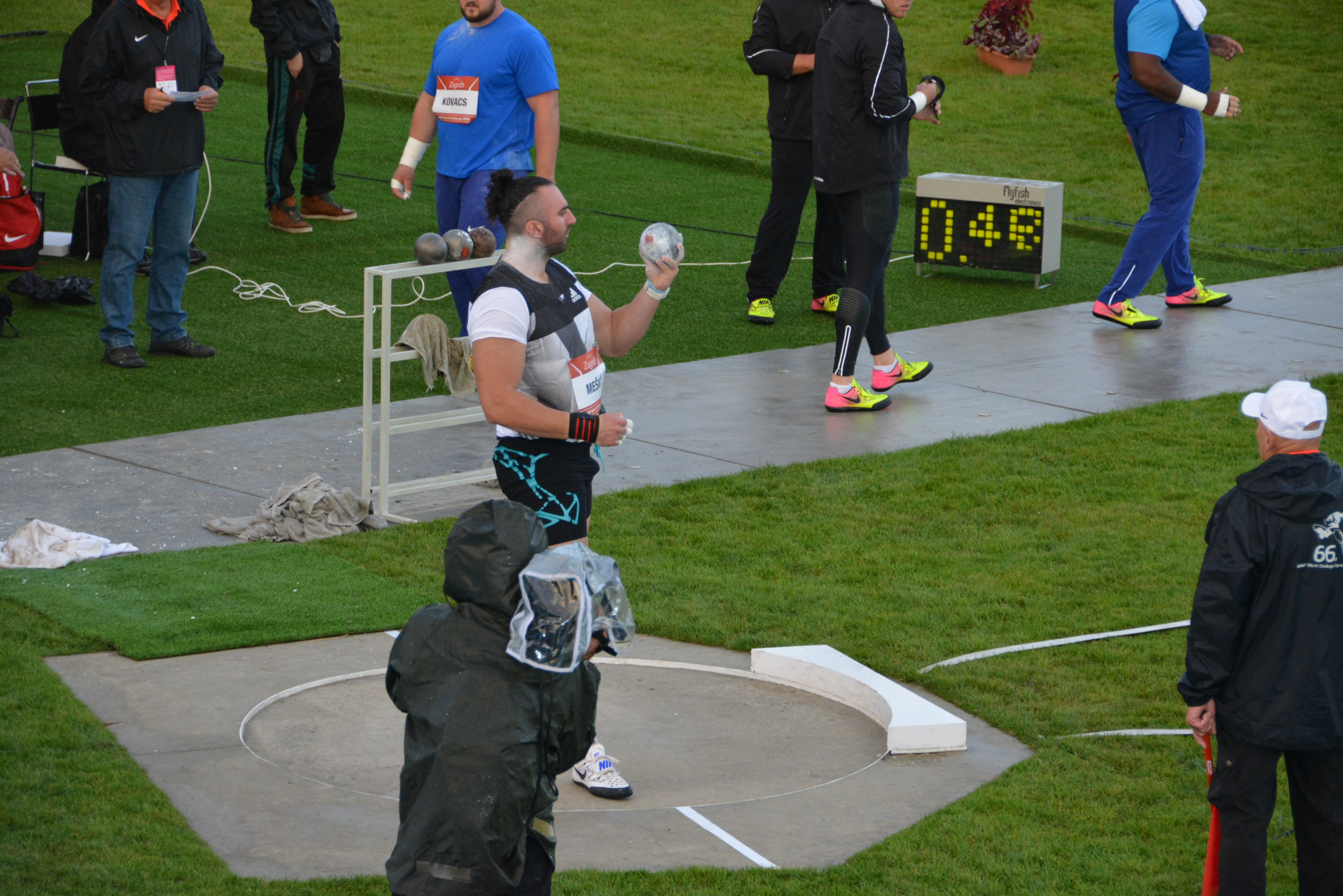
Kemal Mešić – 18,78 m

### Gruppe B
| Platz | Name              | Nation                   | 1. Versuch | 2. Versuch | 3. Versuch | Weite (m) | Anmerkung |
| ----- | ----------------- | ------------------------ | ---------- | ---------- | ---------- | --------- | --------- |
| 1     | Ryan Crouser      | USA                      | 21,59      | –          | –          | 21,59     |           |
| 2     | Tomas Walsh       | Neuseeland               | 21,03      | –          | –          | 21,03     |           |
| 3     | Darlan Romani     | Brasilien                | 20,94      | –          | –          | 20,94     | NR        |
| 4     | Konrad Bukowiecki | Polen                    | x          | 20,71      | –          | 20,71     |           |
| 5     | Damien Birkinhead | Australien               | 20,32      | 20,41      | 20,50      | 20,50     |           |
| 6     | David Storl       | Deutschland              | 20,47      | x          | 20,30      | 20,47     |           |
| 7     | O’Dayne Richards  | Jamaika                  | 19,38      | 20,40      | x          | 20,40     |           |
| 8     | Asmir Kolašinac   | Serbien                  | 19,86      | x          | 20,16      | 20,16     |           |
| 9     | Carlos Tobalina   | Spanien                  | 19,98      | 19,81      | x          | 19,98     |           |
| 10    | Michał Haratyk    | Polen                    | 19,36      | x          | 19,97      | 19,97     |           |
| 11    | Filip Mihaljević  | Kroatien                 | 19,18      | 19,69      | 19,52      | 19,69     |           |
| 12    | Mesud Pezer       | Bosnien und Herzegowina  | 19,06      | 19,29      | 19,55      | 19,55     |           |
| 13    | Georgi Iwanow     | Bulgarien                | 19,08      | 19,49      | x          | 19,49     |           |
| 14    | Tsanko Arnaudov   | Portugal                 | x          | 18,88      | x          | 18,88     |           |
| 15    | Benik Abramian    | Georgien                 | 18,08      | 18,72      | 18,35      | 18,72     |           |
| 16    | Ion Emilianov     | Armenien                 | x          | x          | 17,83      | 17,83     |           |
| 17    | Eldred Henry      | Britische Jungferninseln | 17,07      | x          | 17,07      | 17,07     |           |

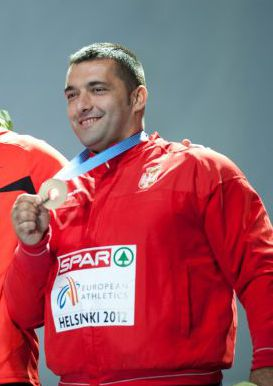
Asmir Kolašinac – ausgeschieden mit 20,16 m

Weitere in Qualifikationsgruppe B ausgeschiedene Kugelstoßer:

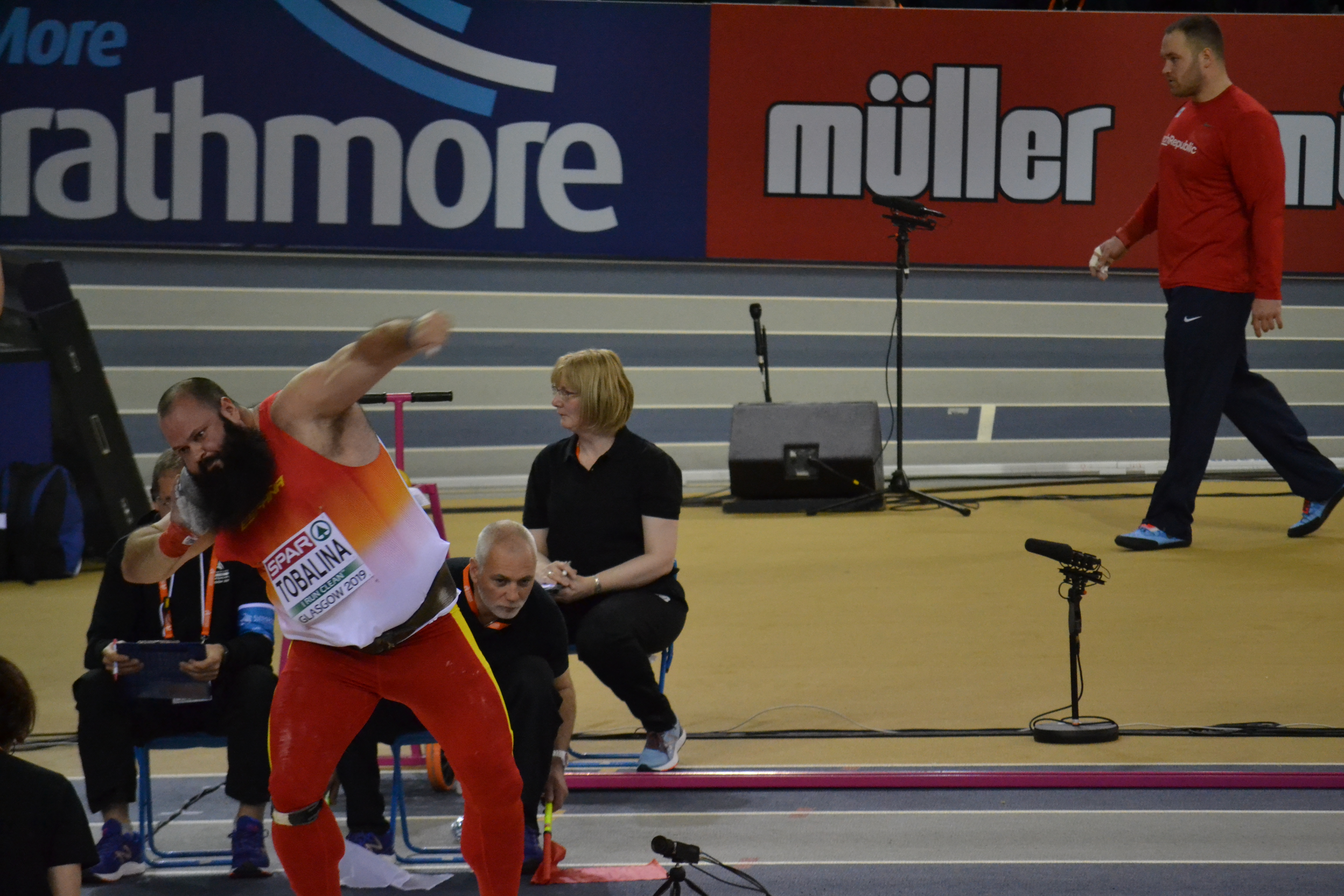
Carlos Tobalina – 19,98 m
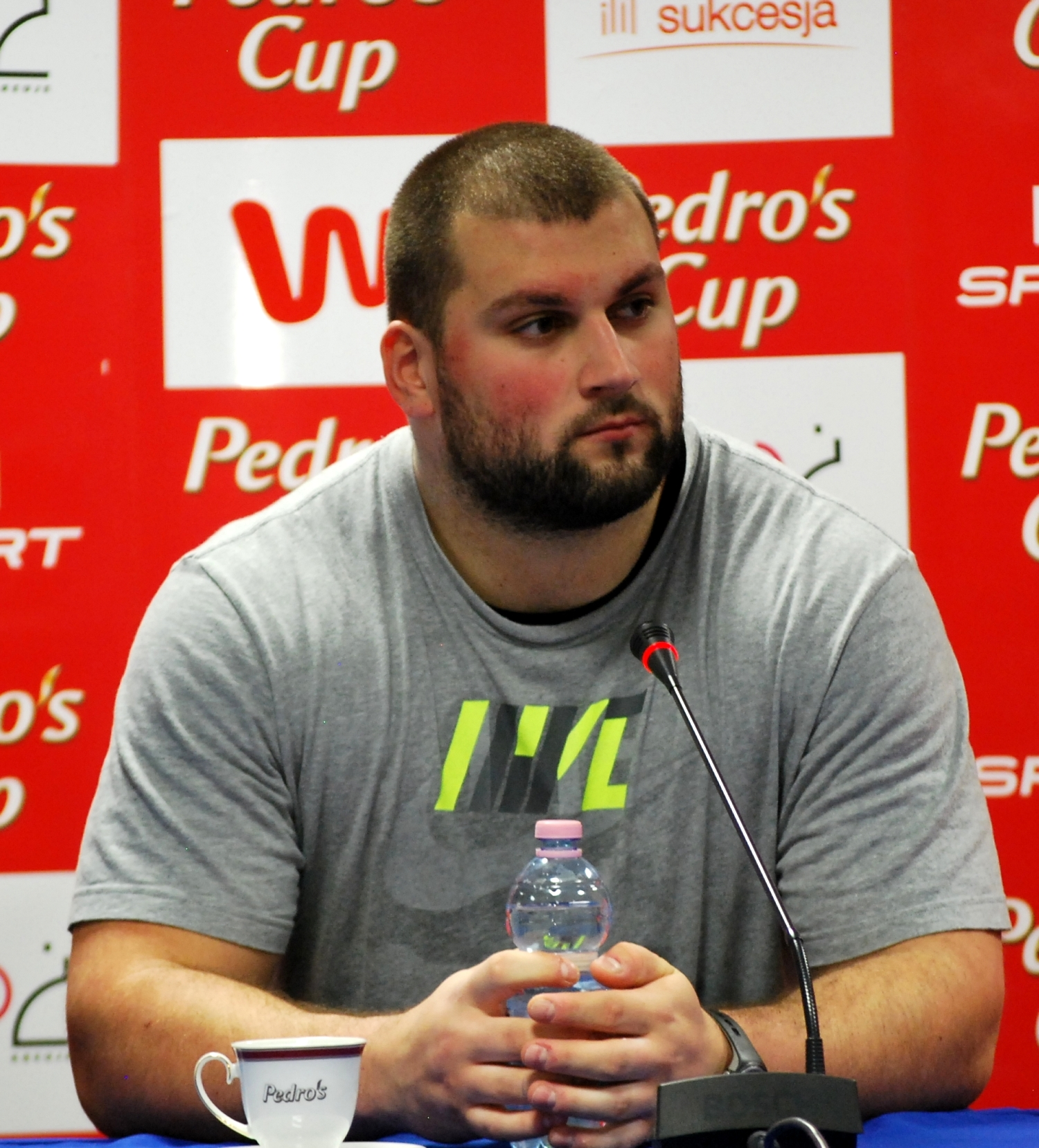
Michał Haratyk – 19,97 m
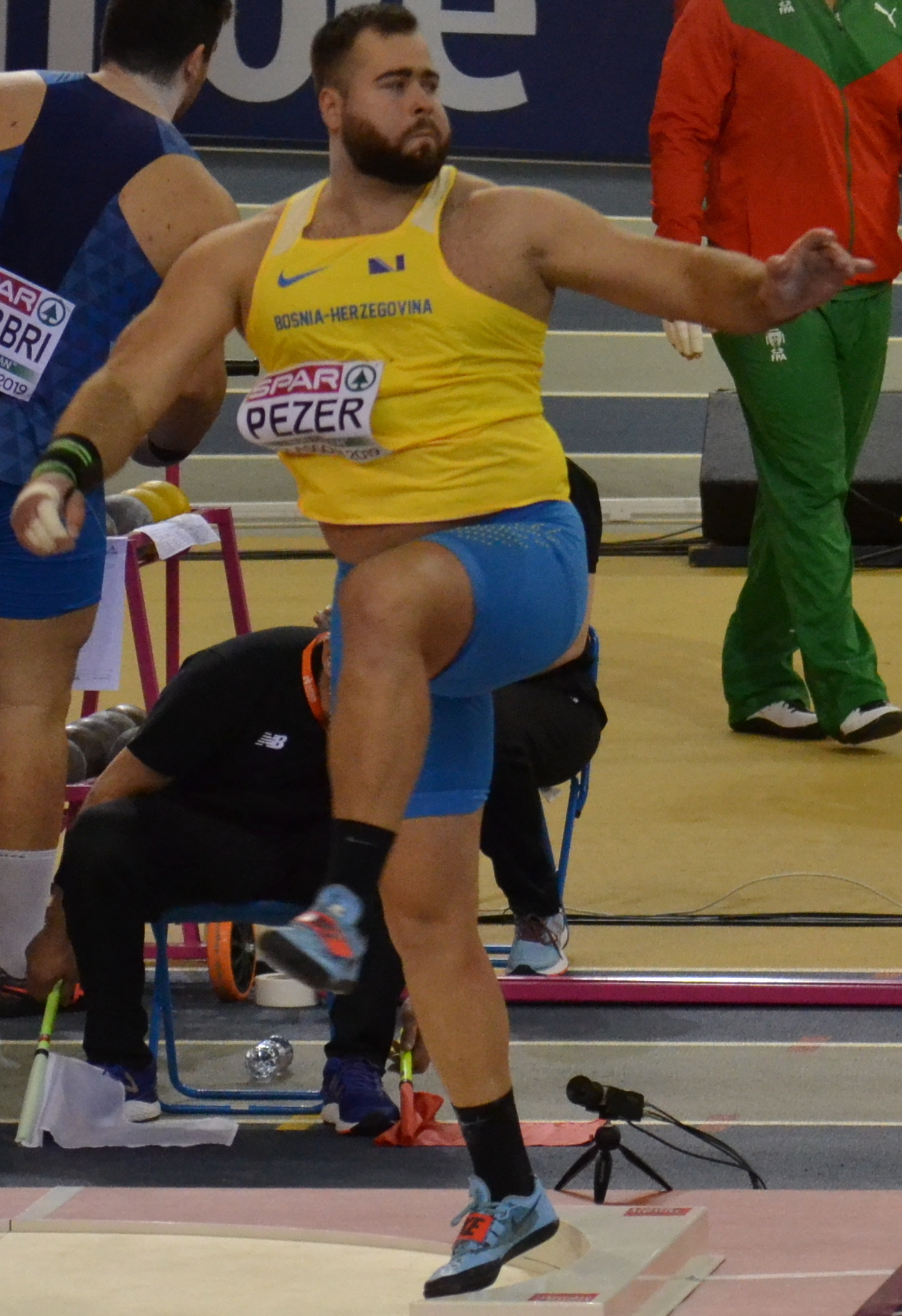
Mesud Pezer – 19,55 m
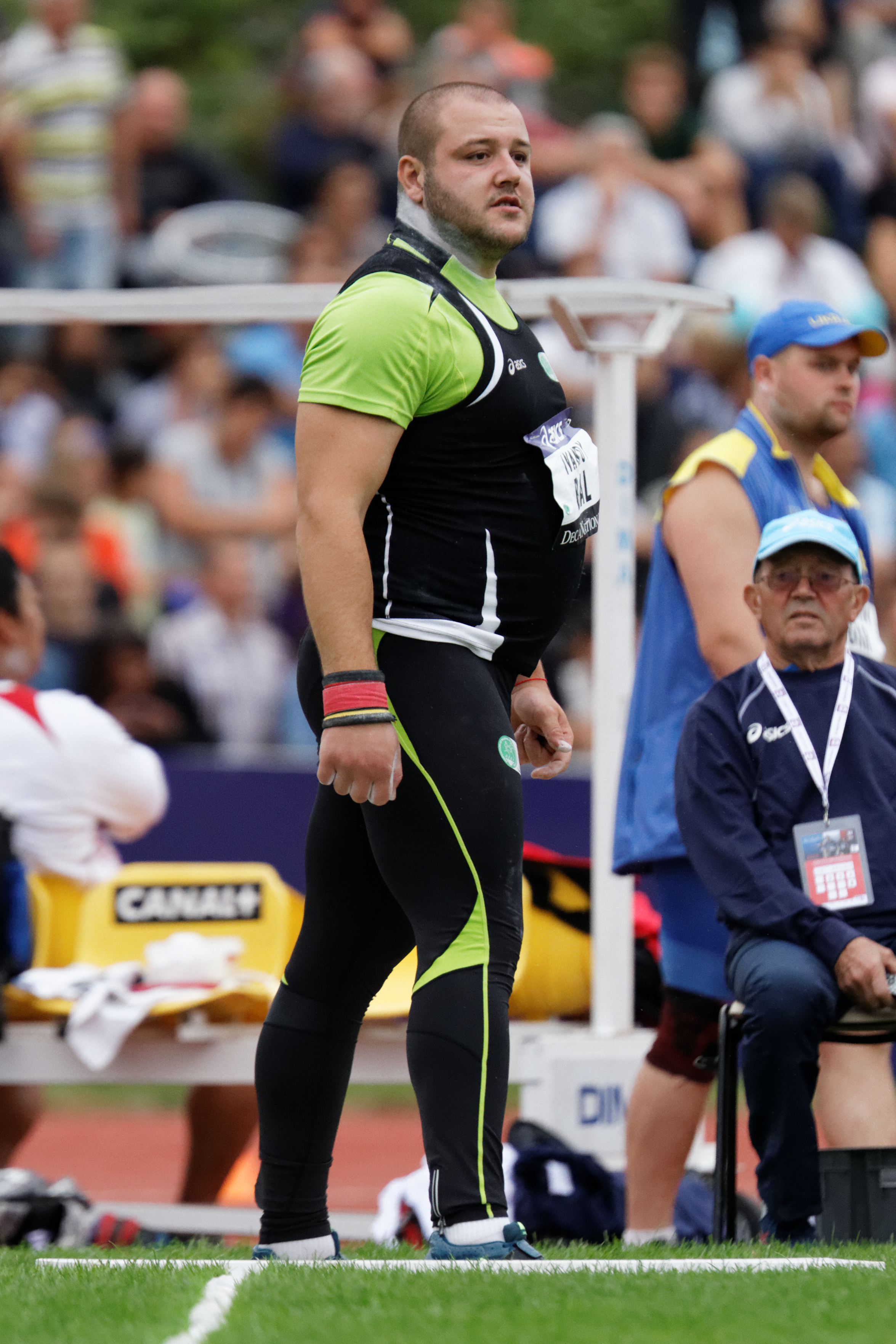
Georgi Iwanow – 19,49 m

## Finale
18. August 2016, 20:30 Uhr
| Platz | Name              | Nation         | 1. Versuch | 2. Versuch | 3. Versuch | 4. Versuch                               | 5. Versuch                               | 6. Versuch                               | Weite (m) | Anmerkung                       |
| ----- | ----------------- | -------------- | ---------- | ---------- | ---------- | ---------------------------------------- | ---------------------------------------- | ---------------------------------------- | --------- | ------------------------------- |
| 1     | Ryan Crouser      | USA            | 21,15      | 22,22      | 22,26      | 21,93                                    | 22,52                                    | 21,74                                    | 22,52     | OR                              |
| 2     | Joe Kovacs        | USA            | 21,78      | x          | 21,52      | x                                        | x                                        | 21,35                                    | 21,78     |                                 |
| 3     | Tomas Walsh       | Neuseeland     | 20,54      | 21,20      | x          | 20,75                                    | 21,36                                    | 21,25                                    | 21,36     |                                 |
| 4     | Franck Elemba     | Republik Kongo | 21,20      | 21,00      | 20,69      | 20,76                                    | 20,11                                    | x                                        | 21,20     | NR                              |
| 5     | Darlan Romani     | Brasilien      | 21,02      | 20,60      | 20,26      | x                                        | 20,61                                    | x                                        | 21,02     | NR                              |
| 6     | Tomasz Majewski   | Polen          | x          | x          | 20,72      | x                                        | x                                        | 20,52                                    | 20,72     |                                 |
| 7     | David Storl       | Deutschland    | x          | 20,48      | 20,64      | x                                        | 20,46                                    | 20,60                                    | 20,64     | bessere Zweitweite als Richards |
| 8     | O’Dayne Richards  | Jamaika        | x          | 20,64      | 20,34      | x                                        | x                                        | x                                        | 20,64     |                                 |
|       |                   |                |            |            |            |                                          |                                          |                                          |           |                                 |
| 9     | Jacko Gill        | Neuseeland     | 20,15      | 20,50      | 20,26      | nicht im Finale der besten acht Athleten | nicht im Finale der besten acht Athleten | nicht im Finale der besten acht Athleten | 20,50     |                                 |
| 10    | Damien Birkinhead | Australien     | 20,45      | x          | 20,02      | nicht im Finale der besten acht Athleten | nicht im Finale der besten acht Athleten | nicht im Finale der besten acht Athleten | 20,45     |                                 |
| 11    | Stipe Žunić       | Kroatien       | 19,93      | 20,04      | 19,92      | nicht im Finale der besten acht Athleten | nicht im Finale der besten acht Athleten | nicht im Finale der besten acht Athleten | 20,04     |                                 |
| NM    | Konrad Bukowiecki | Polen          | x          | x          | x          | nicht im Finale der besten acht Athleten | nicht im Finale der besten acht Athleten | nicht im Finale der besten acht Athleten | ogV       |                                 |

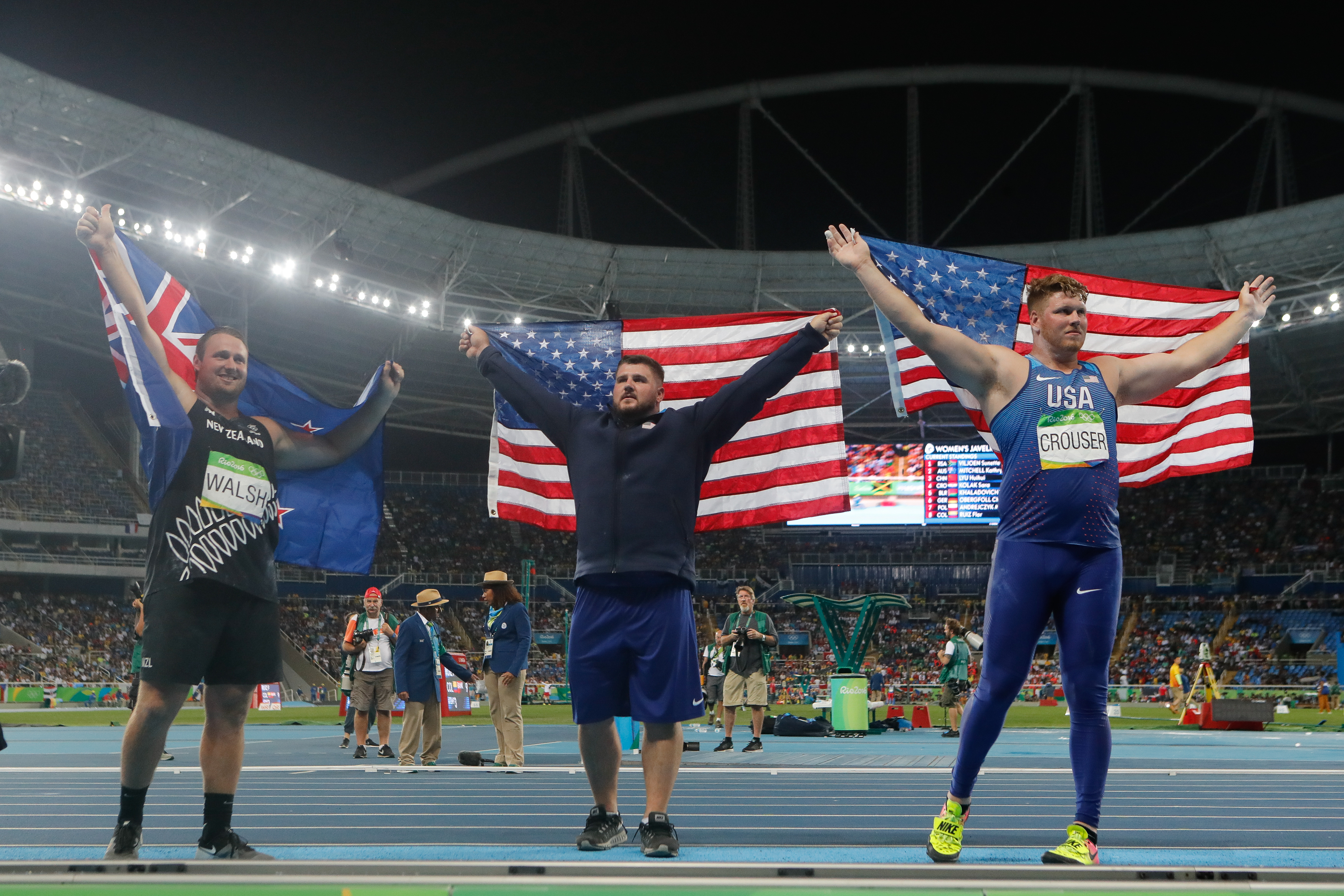
Die Medaillengewinner:
Olympiasieger Ryan Crouser (rechts) / Silbermedaillengewinner Joe Kovacs (Mitte) / Bronzemedaillengewinner Tomas Walsh (links)

Für das Finale hatten sich zwölf Athleten qualifiziert, sechs von ihnen direkt über die Qualifikationsweite, weitere sechs über ihre Platzierungen. Je zwei US-Amerikaner, Neuseeländer und Polen trafen auf je einen Teilnehmer aus Australien, Brasilien, Deutschland, Jamaika, Kroatien, Polen und der Republik Kongo.
Jeder Teilnehmer hatte zunächst drei Versuche, die Weiten der Qualifikationsrunde wurden nicht gewertet. Den besten acht Athleten standen im Anschluss weitere drei Versuche zur Verfügung, die letzten vier schieden aus.
Topfavorit war der amtierende Weltmeister Joe Kovacs aus den USA. Aber er hatte stark einzuschätzende Konkurrenten. Unter ihnen befanden sich der Weltmeister von 2013, Vizeweltmeister von 2015 und amtierende Europameister David Storl aus Deutschland, der polnische Olympiasieger von 2012 Tomasz Majewski, der jamaikanische WM-Dritte O’Dayne Richards und der neuseeländische WM-Vierte Tomas Walsh.
Mit 21,78 m ging Kovacs gleich in der ersten Runde in Führung vor dem Kongolesen Franck Elemba (21,20 m) und dem US-Athleten Ryan Crouser (21,15 m). In Runde zwei gelangen Crouser 22,22 m, womit er die Führung übernahm. Walsh erzielte 21,20 m und rückte hinter Elemba auf Rang vier vor. Im dritten Durchgang verbesserte sich Crouser auf 22,26 m. Majewski platzierte sich hinter dem Brasilianer Darlan Romani auf Rang sechs, Storl war Siebter, weitengleich mit Richards auf Platz acht.
Im fünften Versuch übertraf Crouser mit 22,52 m Ulf Timmermanns seit 28 Jahren bestehenden olympischen Rekord um fünf Zentimeter. Walsh erreichte 21,36 m und setzte sich so in Richtung Bronzemedaille von Elemba etwas ab. Alle weiteren Teilnehmer konnten sich nicht verbessern. Auch im letzten Durchgang gab es keine Veränderungen mehr. Ryan Crouser war Olympiasieger und Joe Kovacs sorgte als Zweiter für einen US-amerikanischen Doppelsieg. Tomas Walsh gewann die Bronzemedaille.
Im 28. olympischen Finale gewann Ryan Crouser die achtzehnte Goldmedaille der USA. Tomas Walsh war der erste Neuseeländer, der im Kugelstoßen eine Medaille erringen konnte.

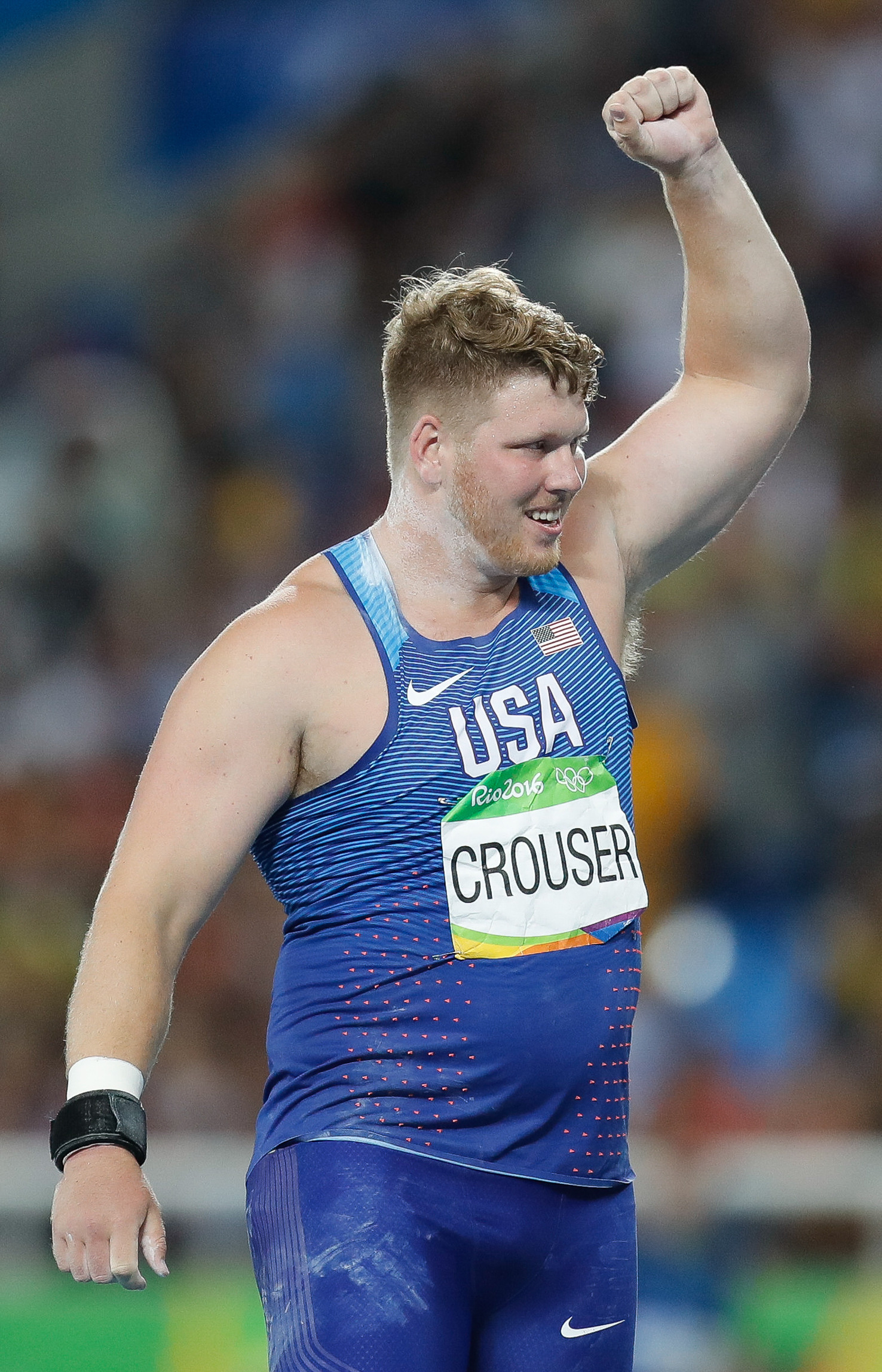
Etwas überraschend gewann Ryan Crouser die Goldmedaille
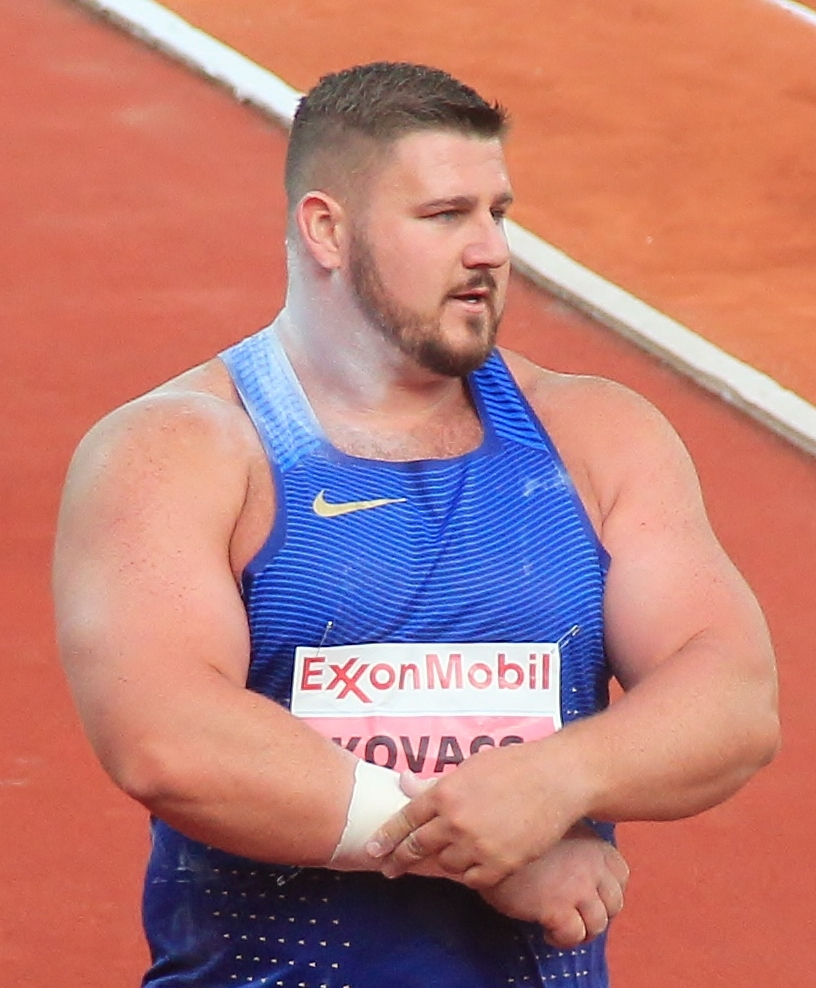
Silbermedaillengewinner Joe Kovacs
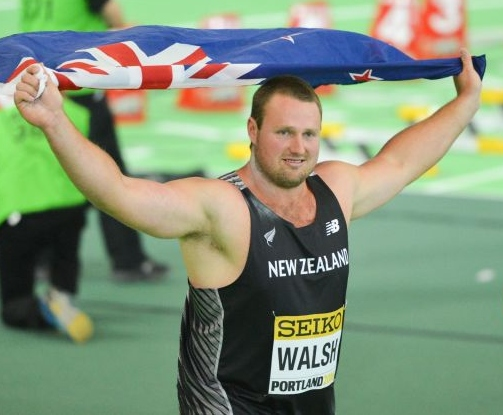
Bronzemedaille für Tomas Walsh

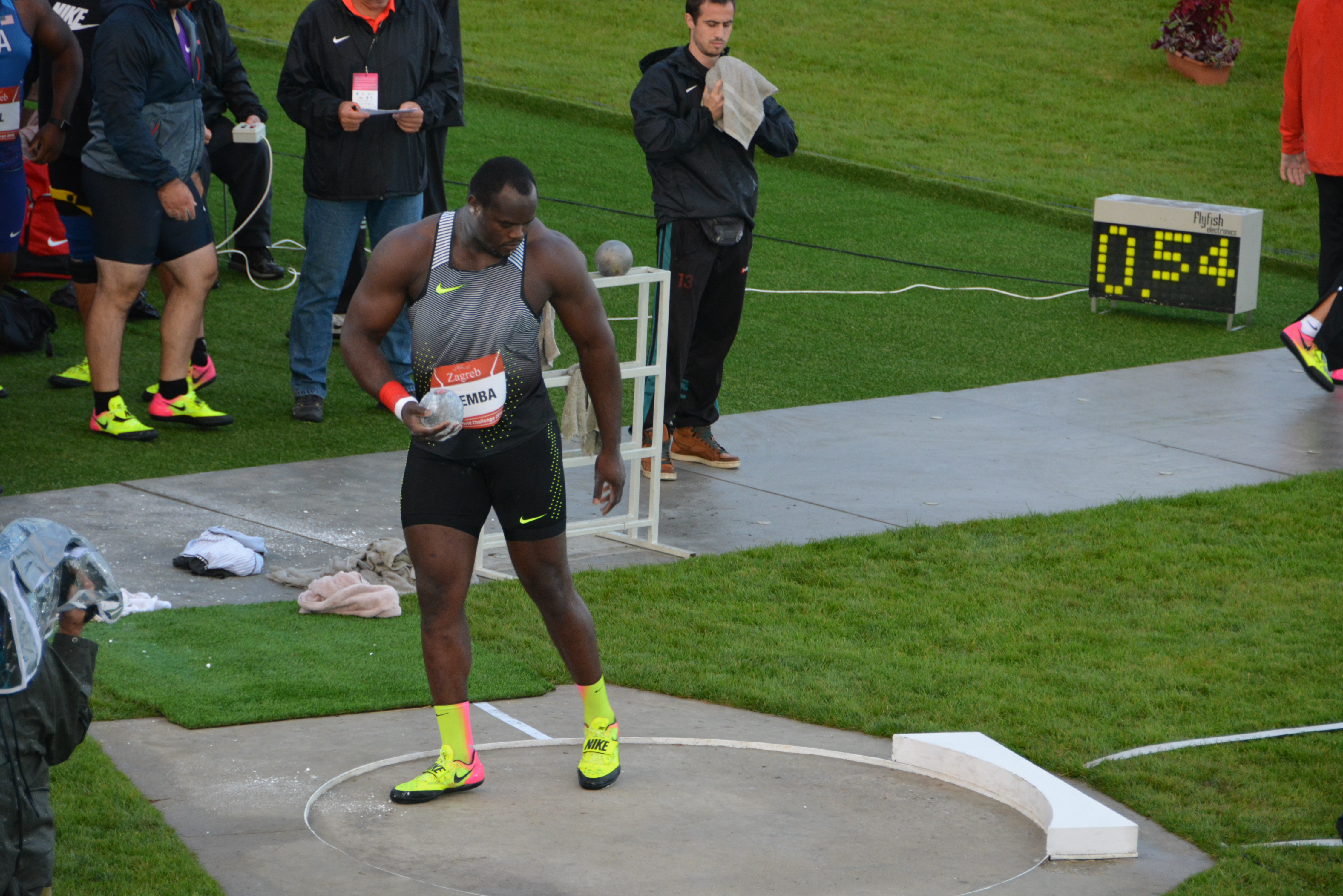
Franck Elemba kam auf Rang vier
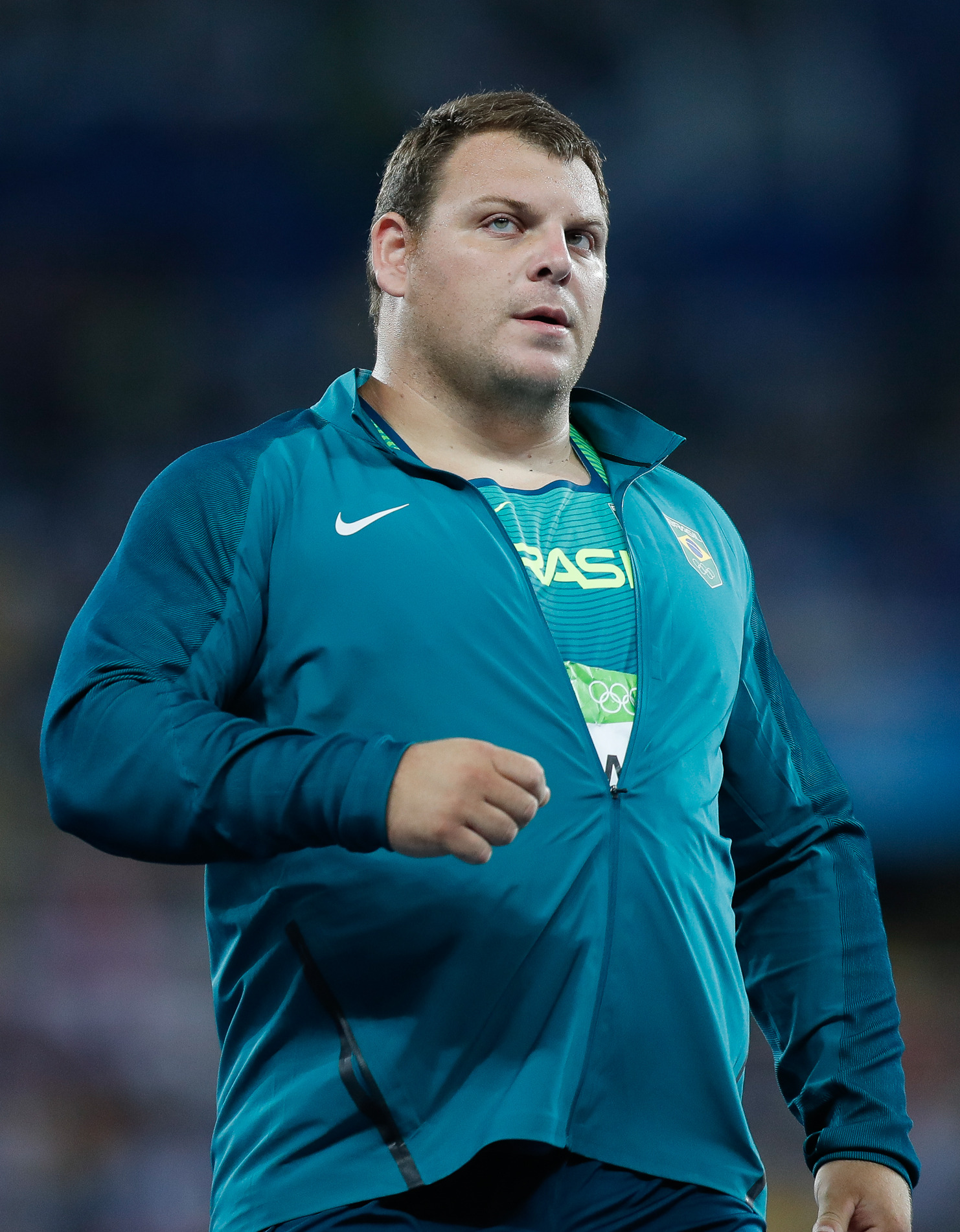
Darlan Romani belegte den fünften Platz
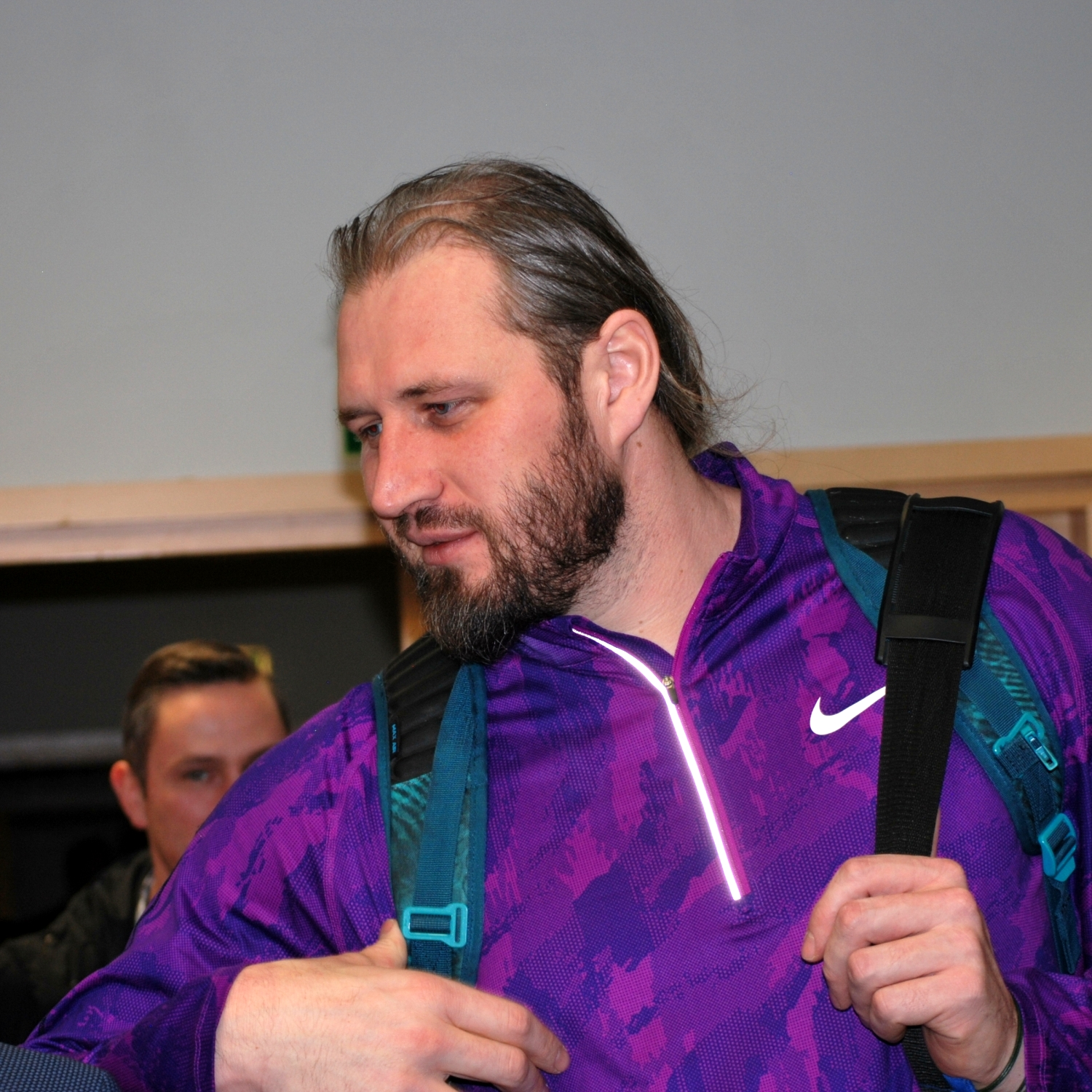
Der Olympiasieger von 2012 Tomasz Majewski wurde diesmal Sechster
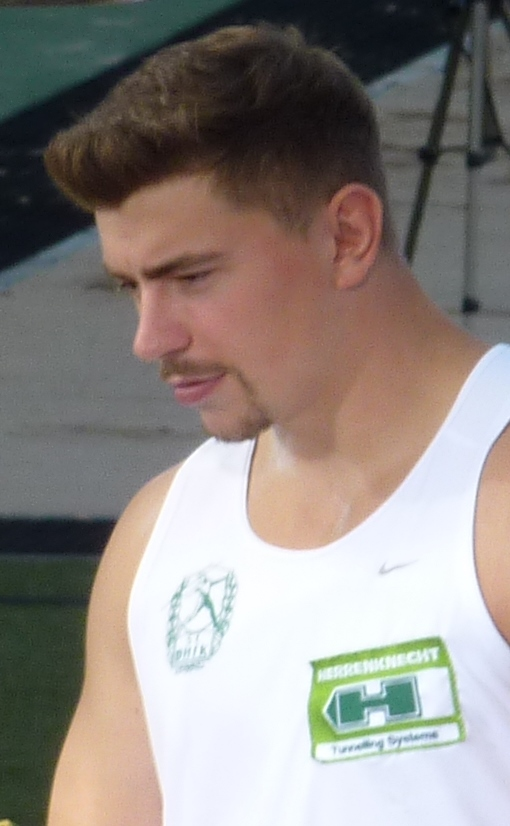
Rang sieben für David Storl

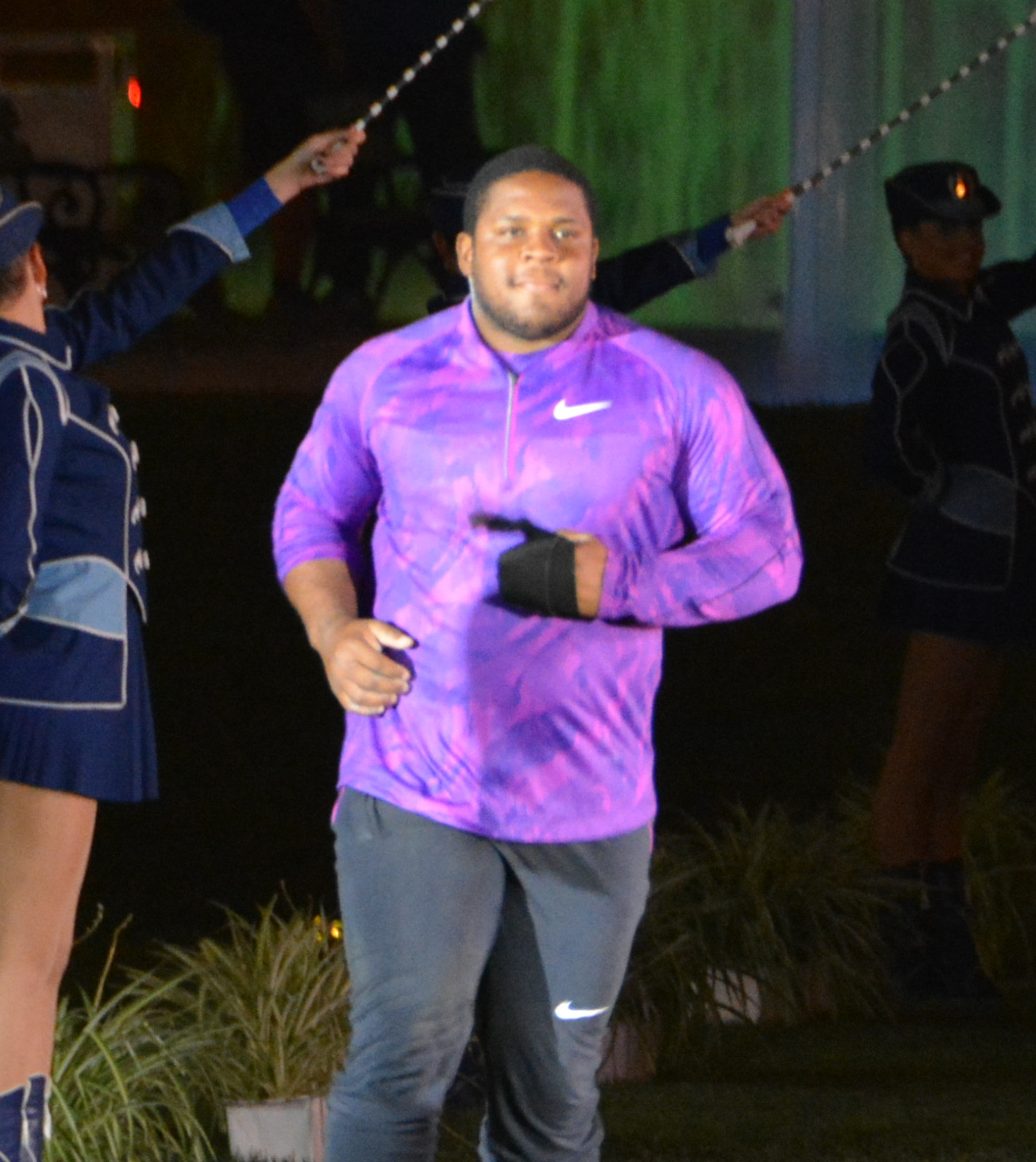
O’Dayne Richards wurde Olympiaachter
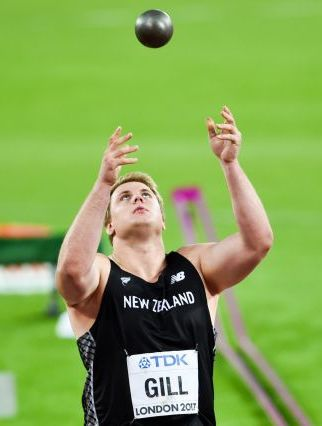
Jacko Gill erreichte Platz neun
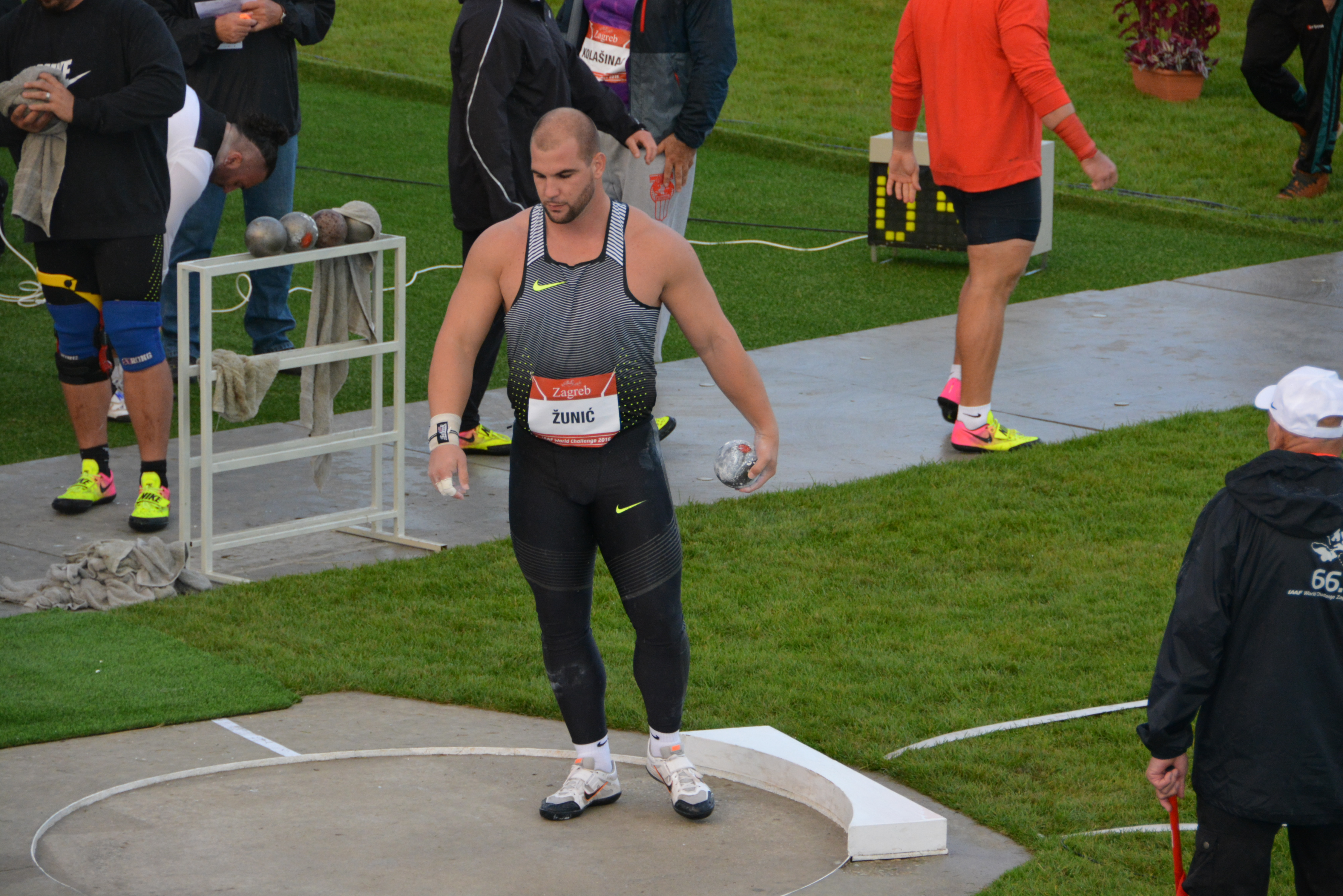
Rang elf für Stipe Žunić
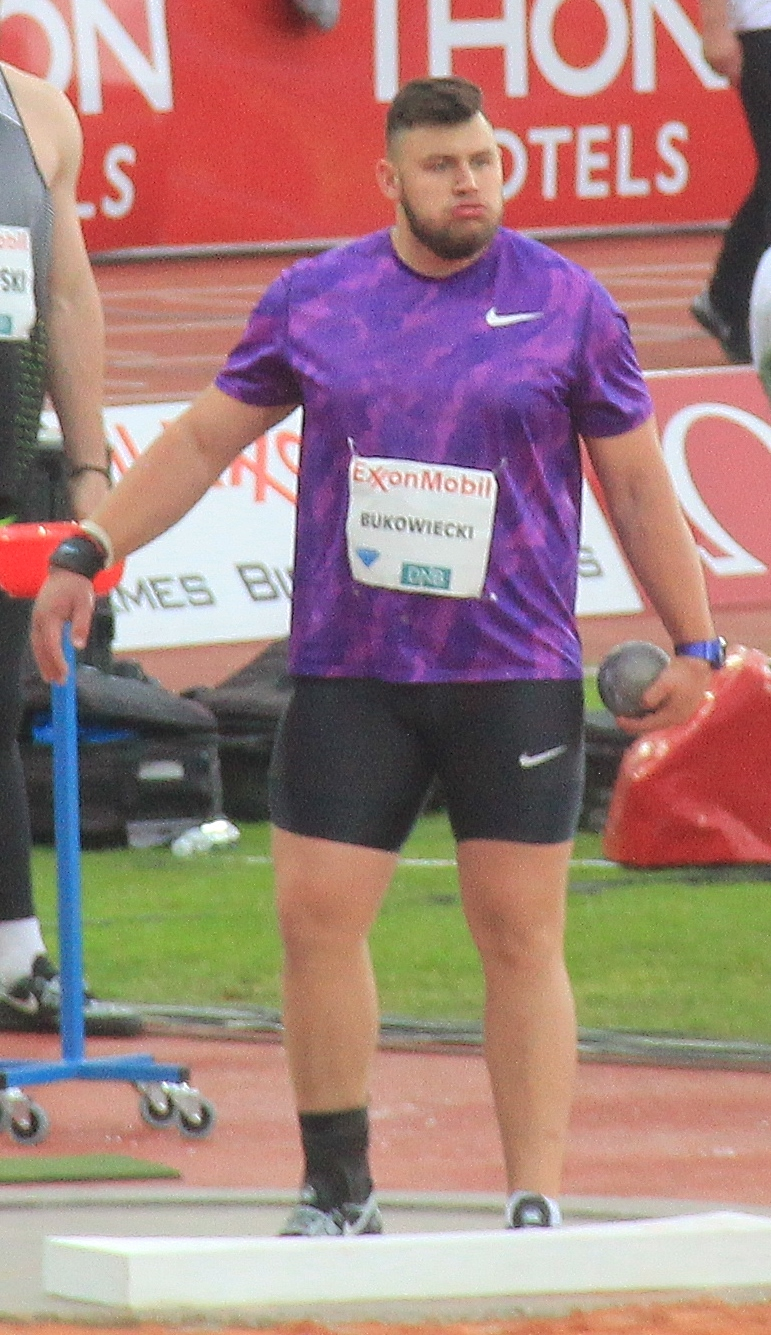
Konrad Bukowiecki blieb im Finale ohne gültigen Versuch

## Video
- Ryan Crouser wins Shot Put gold with an Olympic Record, youtube.com, abgerufen am 3. Mai 2022